# Ошо, Гэбриэл
Габриэ́л Иереми́я Адебайо Ошо (англ. Gabriel Jeremiah Adedayo Osho; род. 14 августа 1998, Рединг) — английский футболист, защитник французского клуба «Осер».

## Клубная карьера
Родился в городе Рединг, в семье нигерийского происхождения. Окончил частную школу Лейтон Парк и и среднею школу Форест в общине Уиннерш. Воспитанник одноимённого клуба «Рединг». В июле 2016 года подписал свой первый профессиональный контракт. 22 декабря 2018 года в матче против «Мидлсбро» Ошо дебютировал в составе клуба и стал 49 воспитанником академии, который дебютировал в первой команде.
В августе 2018 года Габриэл на правах аренды перешёл в «Мейденхед Юнайтед». 10 марта в поединке против «Гейтсхед» он дебютировал в Национальной лиге. 29 января 2019 года был арендован клубом «Бристоль Сити» до конца сезона. В тот же день попал в заявку команды на матч против «Питерборо Юнайтед». До конца арендного соглашения на поле не выходил.
В декабре 2019 года Ошо был арендован «Йовил Таун». 7 декабря в матче против «Галифакс» Гэбриел дебютировал за новый клуб. В июне 2020 года из-за пандемии COVID-19 Ошо подписал с «Редингом» новый краткосрочный контракт. По окончании сезона игроку был предложен новый контракт, но он не стал его продлевать.
18 ноября 2020 года Ошо стал игроком «Лутон Таун». В декабре он был на месяц арендован клубом «Йовил Таун». В августе 2021 года в поединке против «Питерборо Юнайтед» он дебютировал за клуб. 30 августа 2022 года в матче против «Кардифф Сити» забил свой первый гол за клуб.

## Достижения
- Победитель плей-офф Чемпионшипа: 2022/23